# Edmonston
Pour l’article ayant un titre homophone, voir Edmonstone.
La ville de Edmonston est située dans le comté du Prince George, dans l’État du Maryland, aux États-Unis. Sa population s’élevait à 1 617 habitants lors du recensement de 2020.